# Gran Premi de Mònaco del 1997
Resultats del Gran Premi de Mònaco de Fórmula 1 de la temporada 1997, disputat al circuit urbà de Montecarlo l'11 de maig del 1997.
En aquest GP es va haver de finalitzar la cursa abans del previst (a la volta 62 de 78 previstes) degut al límit de temps màxim de cursa: dues hores.

## Resultats de la cursa
| Pos | No | Pilot                 | Equip                 | Voltes | Temps/ Retir.    | Pos. de sort. | Punts |
| --- | -- | --------------------- | --------------------- | ------ | ---------------- | ------------- | ----- |
| 1   | 5  | Michael Schumacher    | Ferrari               | 62     | 2h 00' 06. 3     | 2             | 10    |
| 2   | 22 | Rubens Barrichello    | Stewart - Ford        | 62     | + 53.306 s       | 10            | 6     |
| 3   | 6  | Eddie Irvine          | Ferrari               | 62     | + 1' 22.108 min. | 15            | 4     |
| 4   | 14 | Olivier Panis         | Prost - Mugen - Honda | 62     | + 1' 44.402 min. | 12            | 3     |
| 5   | 19 | Mika Salo             | Tyrrell - Ford        | 61     | + 1 Volta        | 14            | 2     |
| 6   | 12 | Giancarlo Fisichella  | Jordan - Peugeot      | 61     | + 1 Volta        | 4             | 1     |
| 7   | 23 | Jan Magnussen         | Stewart - Ford        | 61     | + 1 Volta        | 19            |       |
| 8   | 18 | Jos Verstappen        | Tyrrell - Ford        | 60     | + 2 Voltes       | 22            |       |
| 9   | 8  | Gerhard Berger        | Benetton - Renault    | 60     | + 2 Voltes       | 17            |       |
| 10  | 20 | Ukyo Katayama         | Minardi - Hart        | 60     | + 2 Voltes       | 20            |       |
| Ret | 4  | Heinz-Harald Frentzen | Williams - Renault    | 39     | Virolla          | 1             |       |
| Ret | 15 | Shinji Nakano         | Prost - Mugen - Honda | 36     | Virolla          | 21            |       |
| Ret | 17 | Nicola Larini         | Sauber - Petronas     | 24     | Virolla          | 11            |       |
| Ret | 7  | Jean Alesi            | Benetton - Renault    | 16     | Virolla          | 9             |       |
| Ret | 3  | Jacques Villeneuve    | Williams - Renault    | 16     | Virolla          | 3             |       |
| Ret | 11 | Ralf Schumacher       | Jordan - Peugeot      | 10     | Virolla          | 6             |       |
| Ret | 16 | Johnny Herbert        | Sauber - Petronas     | 9      | Virolla          | 7             |       |
| Ret | 21 | Jarno Trulli          | Minardi - Hart        | 7      | Virolla          | 18            |       |
| Ret | 10 | David Coulthard       | McLaren - Mercedes    | 1      | Virolla          | 5             |       |
| Ret | 9  | Mika Häkkinen         | McLaren - Mercedes    | 1      | Col·lisió        | 8             |       |
| Ret | 1  | Damon Hill            | Arrows - Yamaha       | 1      | Virolla          | 13            |       |
| Ret | 2  | Pedro Diniz           | Arrows - Yamaha       | 0      | Virolla          | 16            |       |

## Altres
- Pole: Heinz-Harald Frentzen 1' 18. 216
- Volta ràpida: Michael Schumacher 1' 53. 315 (a la volta 26)